# 愛知県道54号豊田知立線
愛知県道54号豊田知立線（あいちけんどう54ごう とよたちりゅうせん）は、愛知県豊田市から知立市に至る主要地方道（愛知県道）である。

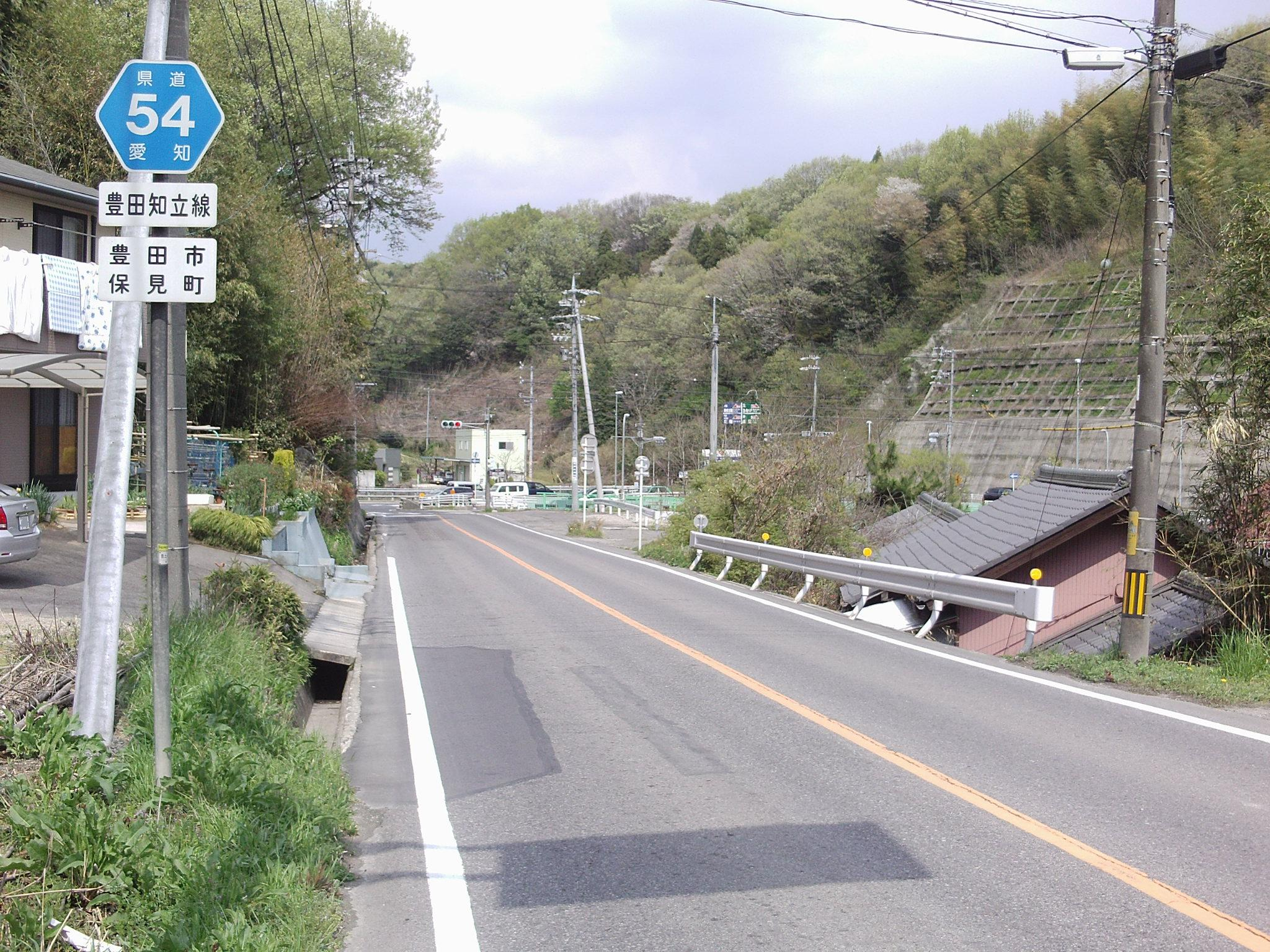
起点の大井橋（改良前の変形交差点、豊田市保見町）

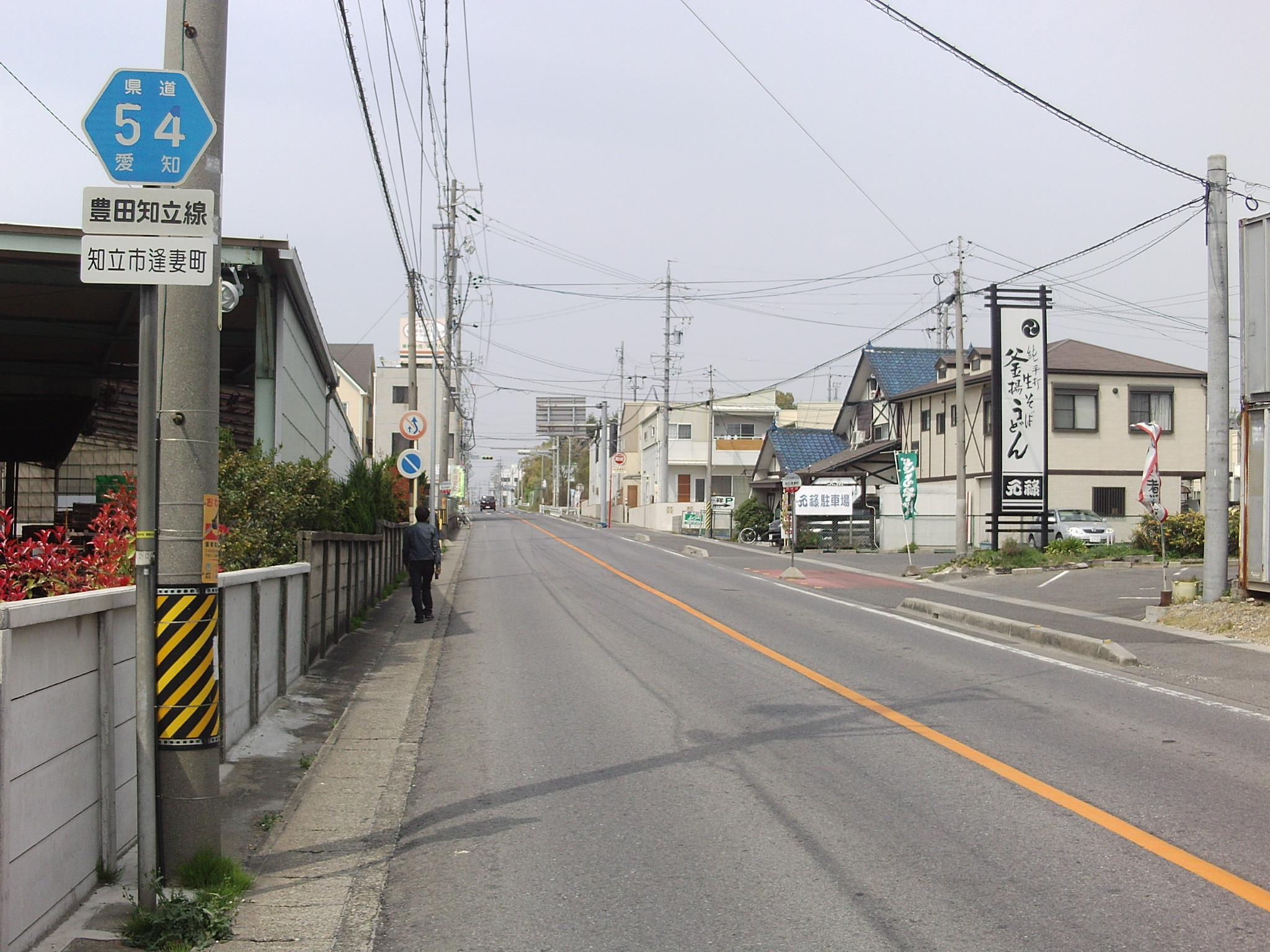
終点付近は自動車関連の工場が目立つ。（知立市逢妻町）

## 概要

### 路線データ
- 起点： 愛知県豊田市保見町（大井橋西交差点）
- 終点： 愛知県知立市逢妻町（逢妻町交差点）

## 沿革
- 1959年（昭和34年）12月15日 認定（当初は県道189号上伊保知立線）
- 1982年（昭和57年）4月1日 建設省（現・国土交通省）が主要地方道へ指定[1]。
- 1983年（昭和58年）2月21日 県道番号を189から54へ変更。従来は主要地方道常滑師崎線が県道54号だったが、国道247号の経路変更（1982年4月1日）に伴い廃止された番号を転用。

## 通過する自治体
- 愛知県
  - 豊田市 - みよし市 - 愛知郡東郷町 - みよし市 - 刈谷市 - 知立市

## 主な接続路線
- 愛知県道58号名古屋豊田線（飯田街道）（大井橋西交差点）
- 東名高速道路（東名三好IC）
- 愛知県道520号豊田東郷線（挙母街道）（莇生原交差点、東諸輪交差点）
- 国道153号（豊田西バイパス：三好前田交差点、福田橋南交差点）
- 愛知県道218号和合豊田線（三好森下交差点）
- 愛知県道56号名古屋岡崎線（平針街道）（三好東荒田交差点）
- 愛知県道234号みよし沓掛線（井ヶ谷町青木交差点 - 井ヶ谷町中前田交差点で重複）
- 愛知県道56号名古屋岡崎線バイパス（井ヶ谷町沢渡交差点）
- 愛知県道239号岡崎豊明線（沼田交差点）
- 愛知県道289号富士松停車場線（東境町町屋交差点）
- 愛知県道284号宮上知立線バイパス（一里山町金山交差点）
- 国道1号（逢妻町交差点）

## 周辺
- トヨタスポーツセンター
- 三好カントリー倶楽部（東海クラシック開催）[注釈 1]
- 名古屋鉄道（名鉄）豊田線 三好ヶ丘駅
- 東海学園大学
- ベイシア 三好店
- 三好公園・三好池
- アイ・モール三好
- 保田ヶ池（第6回カヌーポロ世界選手権大会開催）
- 洲原公園
- 小堤西池のカキツバタ群落（天然記念物）
- 愛知教育大学
- 伊勢湾岸自動車道 刈谷PA（刈谷ハイウェイオアシス）：愛知県道56号名古屋岡崎線（新道沿線）
- トヨタ車体本社

## バイパス
- みよし市、愛知郡東郷町にバイパスがある。
- 東名高速道路東名三好ICまでの区間に指定されている。